# Tijani Babangida
Tijani Babangida (n. 25 septembrie 1973, Kaduna, Kaduna, Nigeria) este un fost jucător de fotbal, mijlocaș originar din Nigeria. Cunoscut pentru viteza sa si stilul jocului care uneori a fost comparat cu cel al lui Marc Overmars. Babangida a jucat majoritatea carierei sale la echipa olandeză Ajax Amsterdam. A jucat în cinci țări diferite pe trei continente diferite. La nivelul de club, Babangida a jucat nouă ani în Olanda, jucând pentru VVV-Venlo, Roda JC și Ajax Amsterdam, câștigând Liga plus Cupa cu ultima echipă. A jucat peste 30 de jocuri pentru naționala sa, inluzând Campionatul Mondial de Fotbal 1998 în Franța. A luat parte la două Cupe ale Africii pe Națiuni și a luat aurul Olimpic în 1996. Babangida și-a făcut debutul inernațional în 1994. A pierdut locul din prima echipă de la Cupa Mondială din 2002. După o pauză de doi ani din fotbalul internațional, Babangida a fost selecționat în lotul Nigeriei pentru Cupa Africii pe Națiuni 2004.